# Tiv (Ethnie)

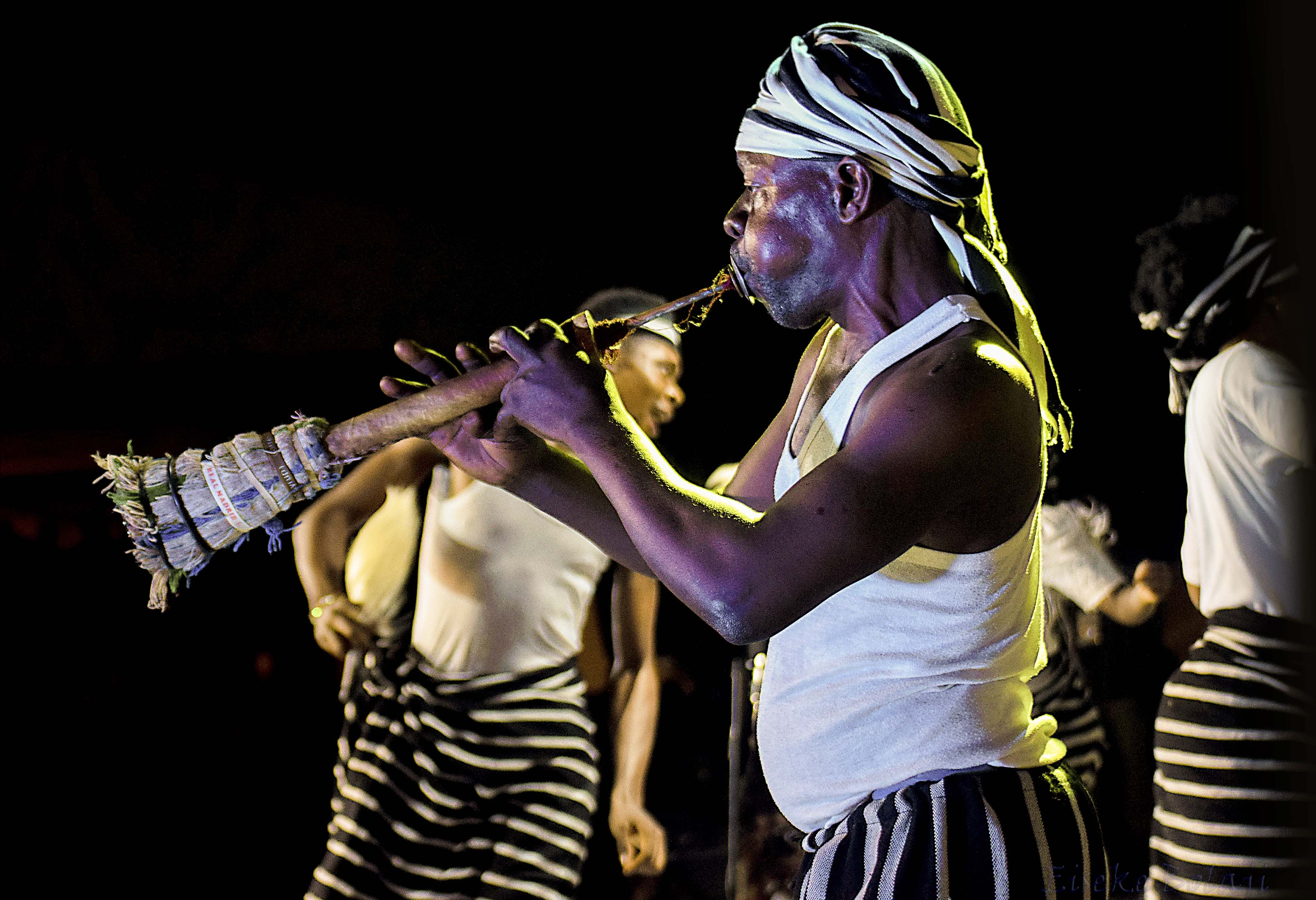
Ein Tiv bei einem Musikfestival mit einer Kegeloboe algaita

Die Tiv sind eine Volksgruppe in Westafrika. Mit ca. 2.212.000 Vertretern lebt der Großteil der Tiv in Nigeria, eine Minderheit ist im Nachbarstaat Kamerun ansässig. In Nigeria, wo die vorwiegend christlichen Tiv 3,5 % der Gesamtbevölkerung ausmachen, sind sie traditionell in den Bundesstaaten Benue, Taraba und Nassarawa im zentralen Osten beheimatet.

## Geschichte
In der Geschichte der Tiv kam es immer wieder zu ethnischen Konflikten und Aufständen, in denen die traditionelle Abneigung der Tiv gegen die zentralistische, von fremden Ethnien dominierte Regierung zum Ausdruck kam. Unter der britischen Kolonialverwaltung eskalierten die Konflikte in den Jahren 1934 und 1939; nach der Unabhängigkeit flackerten sie in den Jahren 1964 und 2001 wieder auf.

### Tiv-Aufstand 1964
Im Jahr 1964 kam es zu einem Aufstand bewaffneter Tiv-Milizen, bei dem bis zu 4.000 Menschen starben und der nur durch den Einsatz der nigerianischen Armee unter Kontrolle gebracht werden konnte. Die vorwiegend christlichen Tiv, die mit der Partei United Middle Belt Congress (UMBC) sympathisierten, sahen sich gegenüber der muslimischen Bevölkerungsgruppe der Hausa-Fulani, die sie als Eindringlinge betrachteten, und der von ihnen dominierten Regierungspartei Northern People's Congress (NPC) benachteiligt, was sich für sie unter anderem in einer ungerechten Steuererhebung ausdrückte.
Bereits im August und September 1960 hatte es Angriffe auf die Besitztümer von NPC-Funktionären gegeben; bei diesen starben einige Menschen. Nach der Ermordung eines Clanchefs am 12. Februar 1964 und nach einer Jahrestagung der NPC kam es zu offenen Konfrontationen mit der Polizei und NPC-Anhängern. Die nigerianische Regierung sandte im November 1964 Truppen in das Tiv-Gebiet. Die Truppen schlugen im Dezember den Aufstand nieder und entwaffneten die Tiv systematisch. Sie blieben bis Juni 1965 dort stationiert. Die Regierung sicherte den Tiv mehr Selbstverwaltung zu.

### Azara-Tiv-Konflikt 2001
Ein weiterer ethnischer Konflikt eskalierte im Juni 2001 im Bundesstaat Nassarawa zwischen den Tiv und den muslimischen, Hausa sprechenden Azara. Die Kämpfe brachen aus, als der traditionelle Führer der Azara, Mussa Ibrahim, und dessen vier Begleiter erschossen wurden. Die Tiv hatten Ibrahim beschuldigt, ihnen ihr Land wegzunehmen. Die Azara verdächtigten deshalb die Tiv des Attentats und verfolgten sie systematisch. Zehntausende Tiv flohen in den benachbarten Bundesstaat Benue, wo mehrere Flüchtlingslager eingerichtet wurden; einige der angegriffenen Tiv setzten sich zur Wehr.

## Sprache

Die größten Sprachen (und Völker) in Nigeria – Stand 1979; Tiv: Ockerbraun

Die ebenfalls Tiv genannte Sprache Tiv zählt zu den tivoiden Sprachen, die wiederum zu den bantoiden Sprachen gehören. Tiv hat zwölf Nominalklassen, die durch Präfixe und Suffixe markiert werden, von denen vier rein tonal sind. Tiv ist demnach wie die meisten Bantusprachen eine Tonsprache. Die sprachwissenschaftliche Erforschung des Tiv begann bereits 1854, als der anglikanische Bischof Samuel Ajayi Crowther eine Wortliste des Tiv aufzeichnete. 1932 erschien in Lagos das erste Tiv-Englisch-Wörterbuch. Der Brite Roy Clive Abraham veröffentlichte 1933 eine Tiv-Grammatik, zudem 1940 ein Wörterbuch und eine umfassende Studie in vier Bänden. Die Bibel wurde in den 1960er Jahren in Tiv übersetzt.

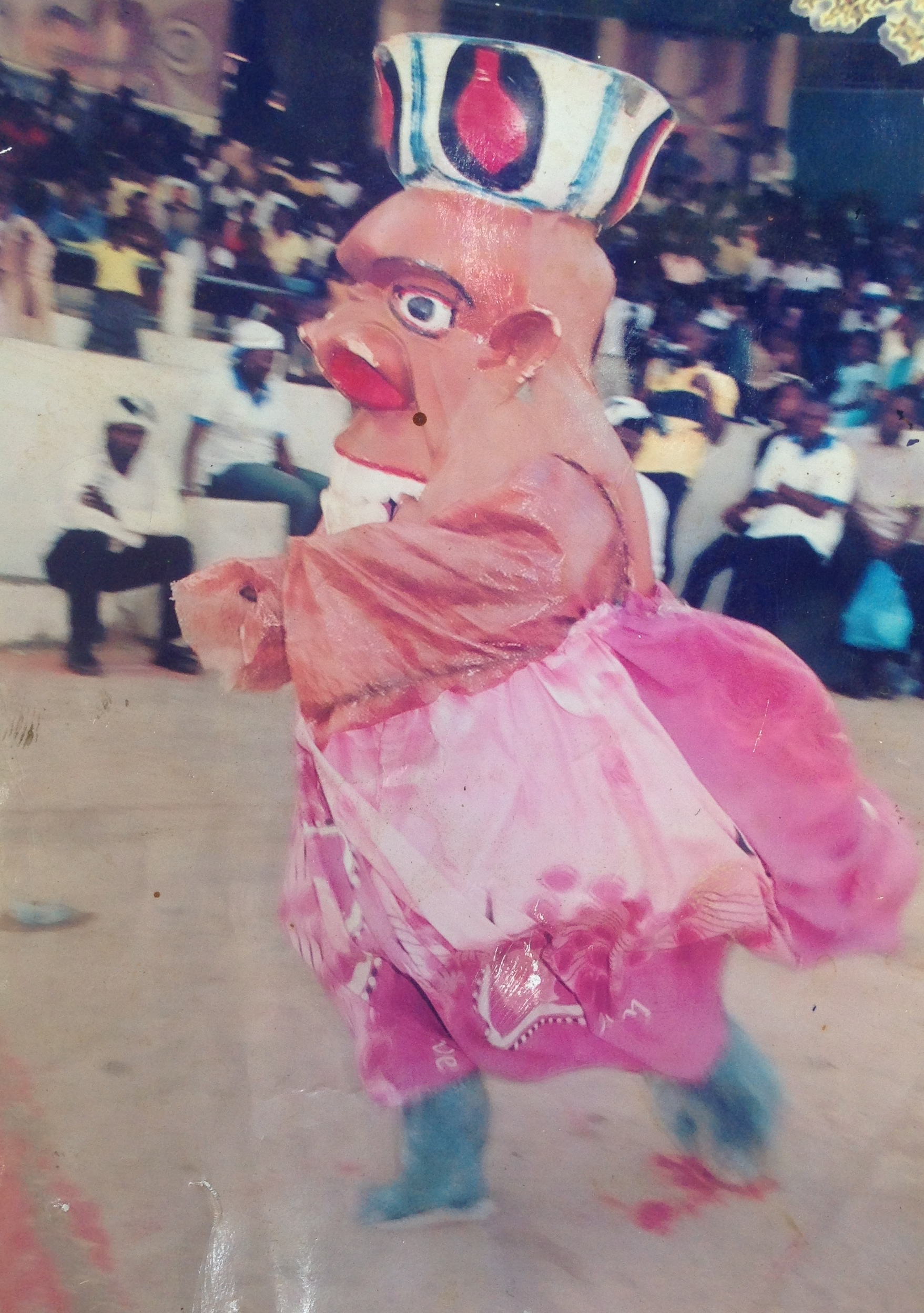
Eine kwagh-hir-Vorführung

## Gesellschaft und Kultur
Zwei für die Ackerbaugesellschaft der Tiv wesentliche traditionelle Berufe sind der Schmied und der Hersteller von Hackenstielen. In der traditionellen Religion sind wegen der magischen Bedeutung des Schmieds einige Gebote im Zusammenhang mit seinem Schmiedefeuer zu beachten, auch durchläuft der angehende Schmied eine Initiation. Für den Hersteller von Hacken ist keine Initiation oder Opferzeremonie erforderlich.
Aus der Erzähltradition kwagh-alom entwickelte sich das Kwag-Hir-Theater, indem die Geschichten mehr und mehr ausgeschmückt wurden. Mit Masken, Musik und Tanz werden Dramen über Probleme, Erfolg und Enttäuschungen, teilweise moralisierend, vorgetragen. 2019 wurde das Kwag-Hir-Theater in die UNESCO-Liste des immateriellen Kulturerbes der Menschheit aufgenommen.